# Rotheca
Rotheca, biljni rod iz porodice usnača smješten u tribus Rotheceae, dio potporodice Ajugoideae. Sastoji se od tridesetak vrsta grmova, polugrmova i trajnica, rjeđe lijana ili manjeg drveća rasprostranjenih po tropskoj južnoj Aziji i Indoneziji, Africi Tipična vrsta nije označena.

## Etimologija
Najranije valjano i dostupno ime za skupinu ovih biljaka prethodno nazvanih vrsta Clerodendrum uspostavio je kao Rotheca Rafinesque 1836. godine, koji ga je izveo iz latinizacije dva malezijska imena, cheriya, što znači mali, i thekku, što znači tikovina.

## Opis
Rotheca je rod grmova, polugrmova i višegodišnjih biljaka, često neugodnog mirisa kada se zgnječe. Cvjetovi su gotovo u obliku leptira, otuda i njegov uobičajeni naziv “Butterfly Bush”. Cvijeće može biti mješavina bijele, plave, ružičaste i ljubičaste boje.
Rod Rotheca obuhvaća oko 30 vrsta u subsaharskoj regiji Afrike, s jednom vrstom u tropskoj Aziji, istočno do Molučkih otoka, i jednom vrstom unesenom i naturaliziranom na Madagaskaru i otocima Indijskog oceana (Fernandes 2005). Iz južne Afrike poznato je oko devet vrsta.

## Vrste
1. Rotheca alata (Gürke) Verdc.
2. Rotheca amplifolia (S.Moore) R.Fern.
3. Rotheca aurantiaca (Baker) R.Fern.
4. Rotheca bukobensis (Gürke) Verdc.
5. Rotheca caerulea (N.E.Br.) P.P.J.Herman & Retief
6. Rotheca calundensis (R.Fern.) R.Fern.
7. Rotheca commiphoroides (Verdc.) Steane & Mabb.
8. Rotheca cuneiformis (Moldenke) P.P.J.Herman & Retief
9. Rotheca cyanea (R.Fern.) R.Fern.
10. Rotheca farinosa (Roxb.) Govaerts
11. Rotheca hirsuta (Hochst.) R.Fern.
12. Rotheca kissakensis (Gürke) Verdc.
13. Rotheca louwalbertsii (P.P.J.Herman) P.P.J.Herman & Retief
14. Rotheca luembensis (De Wild.) R.Fern.
15. Rotheca macrostachya (Turcz.) Leerat. & Chantar.
16. Rotheca makanjana (H.J.P.Winkl.) Steane & Mabb.
17. Rotheca mendesii (R.Fern.) R.Fern.
18. Rotheca microphylla (Blume) Callm. & Phillipson
19. Rotheca mirabilis (Baker) Callm. & Phillipson
20. Rotheca myricoides (Hochst.) Steane & Mabb.
21. Rotheca nudiflora (Moldenke) Callm. & Phillipson
22. Rotheca pilosa (H.Pearson) P.P.J.Herman & Retief
23. Rotheca prittwitzii (B.Thomas) Verdc.
24. Rotheca quadrangulata (B.Thomas) R.Fern.
25. Rotheca reflexa (H.Pearson) R.Fern.
26. Rotheca rupicola (Verdc.) Verdc.
27. Rotheca sansibarensis (Gürke) Steane & Mabb.
28. Rotheca serrata (L.) Steane & Mabb.
29. Rotheca suffruticosa (Gürke) Verdc.
30. Rotheca taborensis (Verdc.) Verdc.
31. Rotheca tanneri (Verdc.) Verdc.
32. Rotheca teaguei (Hutch.) R.Fern.
33. Rotheca verdcourtii (R.Fern.) R.Fern.
34. Rotheca violacea (Gürke) Verdc.
35. Rotheca wildii (Moldenke) R.Fern.